# Leonard Peikoff
Leonard S. Peikoff (Winnipeg, 15 de outubro de 1933) é um filósofo e historiador é um canadense-americano. É ex-professor de filosofia, tendo sido designado pela filósofa Ayn Rand como seu herdeiro. Peikoff é um autor de diversos livros e um dos principais defensores do Objetivismo sendo o fundador do Instituto Ayn Rand (ARI).

## Início da vida e carreira
Peikoff nasceu na província de Manitoba, no Canadá, de Samuel Peikoff, um cirurgião, e sua esposa Bessie, a líder de uma banda.
Ele frequentou a Universidade de Manitoba nos anos de 1950-1953 como um estudante de medicina, mas seguindo suas primeiras discussões com Rand, ele se transferiu para a Universidade de Nova Iorque para estudar filosofia, onde recebeu seu BA, MA e PhD em filosofia em 1954, 1957 e 1964, respectivamente. Seu assessor de tese de doutorado foi o notável filósofo pragmático americano Sidney Hook. Ele ensinou filosofia por muitos anos em vários colégios.

## O envolvimento precoce no objetivismo
Peikoff, junto com Nathaniel Branden, Alan Greenspan e uma série de outros associados, que, brincando, se chamavam " The Collective ", reuniu-se freqüentemente com Rand para discutir filosofia e política, bem como para ler e discutir próxima novela de Rand, Atlas Shrugged, em seu apartamento em Manhattan. Em 1958, Branden fundou o Nathaniel Branden Institute (NBI) para promover o objetivismo através de palestras e seminários educacionais em todo os Estados Unidos. Peikoff e Greenspan estavam entre os primeiros professores do instituto e rapidamente o NBI teve representantes em todo o EUA e ao redor do mundo.
Em entrevistas biográficas de Rand gravadas na década de 1960 por Barbara Branden, Rand afirmou que foram suas discussões com Peikoff e Allan Gotthelf que o motivaram a completar o livro Introduction to Objectivist Epistemology.
Após a dissolução da NBI em 1968, Peikoff continuou a dar aulas teóricas em uma variedade de tópicos para grandes audiências Objetivista e gravações destas foram vendidas por muitos anos. As mais vendidas incluem: The History of Philosophy (em dois volumes), An Introduction to Logic, The Art of Thinking, Induction in Physics and Philosophy, Moral Virtue, A Philosophy of Education, Understanding Objectivism,The Principles of Objective Communication and Eight Great Plays
O primeiro livro de Peikoff, The Ominous Parallels, foi tanto uma explicação objetivista da ascensão do Terceiro Reich e o Holocausto, e um aviso de que a América estava sendo levado no caminho para o totalitarismo por causa de semelhanças filosóficas e culturais de grande envergadura entre Alemanha de Weimar e dos atuais Estados Unidos.

## Após a morte de Rand
Peikoff foi designado pela filósofa Ayn Rand como seu herdeiro. Ele supervisionou a edição e lançamento de obras inéditas de Rand em vários volumes, incluindo suas cartas, revistas filosóficas, ele escreveu os prefácios para todas as impressões atuais. Durante vários anos, ele continuou a tradição de palestras do Rand incluindo uma para os cadetes em West Point.
Em 1985, Peikoff fundou o Instituto Ayn Rand, e em 1991 publicou o livro Objectivism: The Philosophy of Ayn Rand.
Palestras ou livros de Peikoff têm sido utilizados extensivamente nas obras de Allan Gotthelf, Harry Binswanger, Andrew Bernstein e Tara Smith , escritores que estão associados com o Instituto Ayn Rand, e também em obras como as de David Kelley The Evidence of the Senses, George H. Smith Atheism: The Case Against God, e o tratado, What Art Is: the Esthetic Theory of Ayn Rand por Louis Torres and Michelle Marder Kahmi apesar destes autores terem opiniões  diferentes dele.

## Pensamento político
Peikoff suporta laissez-faire capitalista, argumentando que o papel do governo na sociedade deve ser limitado a miniarquistas concepções. Ele se opõe a educação pública. Ele também se opõe a leis que regulam a pornografia, a eutanásia, pesquisas com células-tronco.
Ele também continua a oposição de Rand ao libertarianismo, mantendo-se fortemente contra qualquer descrição da filosofia política objetivista como "libertário" e qualquer colaboração com a maioria dos grupos libertários.

## Livros
- The Ominous Parallels (1982) ISBN 0-452-01117-5
- The Early Ayn Rand (1984) ISBN 0-453-00465-2
- The Voice of Reason: Essays in Objectivist Thought (edit. and additional essays by L. Peikoff) (1989) ISBN 0-453-00634-5
- Introduction to Objectivist Epistemology (seconda edição) (com Harry Binswanger, PhD, editor) (1990) ISBN 0-453-00724-4
- Objectivism: The Philosophy of Ayn Rand (1991) ISBN 0-452-01101-9
- The Ayn Rand Reader (com Gary Hull, PhD, editor) (1999) ISBN 0-452-28040-0
- Understanding Objectivism: A Guide to Learning Ayn Rand's Philosophy (Michael Berliner, PhD, editor) (2012) ISBN 0-451-23629-7
- The DIM Hypothesis: Why the Lights of the West Are Going Out (2012)